# 1 Dywizja Strzelców Spadochronowych (III Rzesza)
1 Dywizja Strzelców Spadochronowych (niem. 1. Fallschirm-Jäger-Division) – niemiecka dywizja strzelców spadochronowych z okresu II wojny światowej.

## Historia
1. Dywizję Strzelców Spadochronowych powołano w Niemczech pod koniec 1942 roku. Składała się z jednostek byłej 7. Dywizji Lotniczej, uzupełnionych nowymi rekrutami. Oddziały 1. Dywizji walczyły na froncie włoskim. Spadochroniarze z 3. Pułku Strzelców Spadochronowych w sierpniu 1943 roku brali udział w walkach na Sycylii, później wycofali się na kontynent. Jednostki 1. Dywizji walczyły w bitwie pod Salerno, a także broniły klasztoru na górze Monte Cassino. 1 Dywizja Strzelców Spadochronowych poddała się w kwietniu 1945 roku w okolicy Imola.
W czasie działań bojowych prowadzonych na terytorium Włoch, 21 listopada 1943 roku żołnierze 1 Dywizji Strzelców Spadochronowych w lesie Limmari (rejon Abruzja) zamordowali 112 osób, w tym 50 kobiet i 31 dzieci. Dopuszczali się również plądrowania i niszczenia zabudowań.

## Dowódcy dywizji
- gen. mjr Richard Heidrich (od 1942 do 16 listopada 1944)
- gen. mjr Hans Korte (od 4 stycznia 1944 do 21 lutego 1944)
- gen. mjr Karl-Lothar Schulz (od 18 listopada 1944 do kapitulacji)[3]

## Struktura organizacyjna
- 1 pułk strzelców spadochronowych
- 3 pułk strzelców spadochronowych
- 4 pułk strzelców spadochronowych